# Australische kampioenschappen baanwielrennen (mannen)

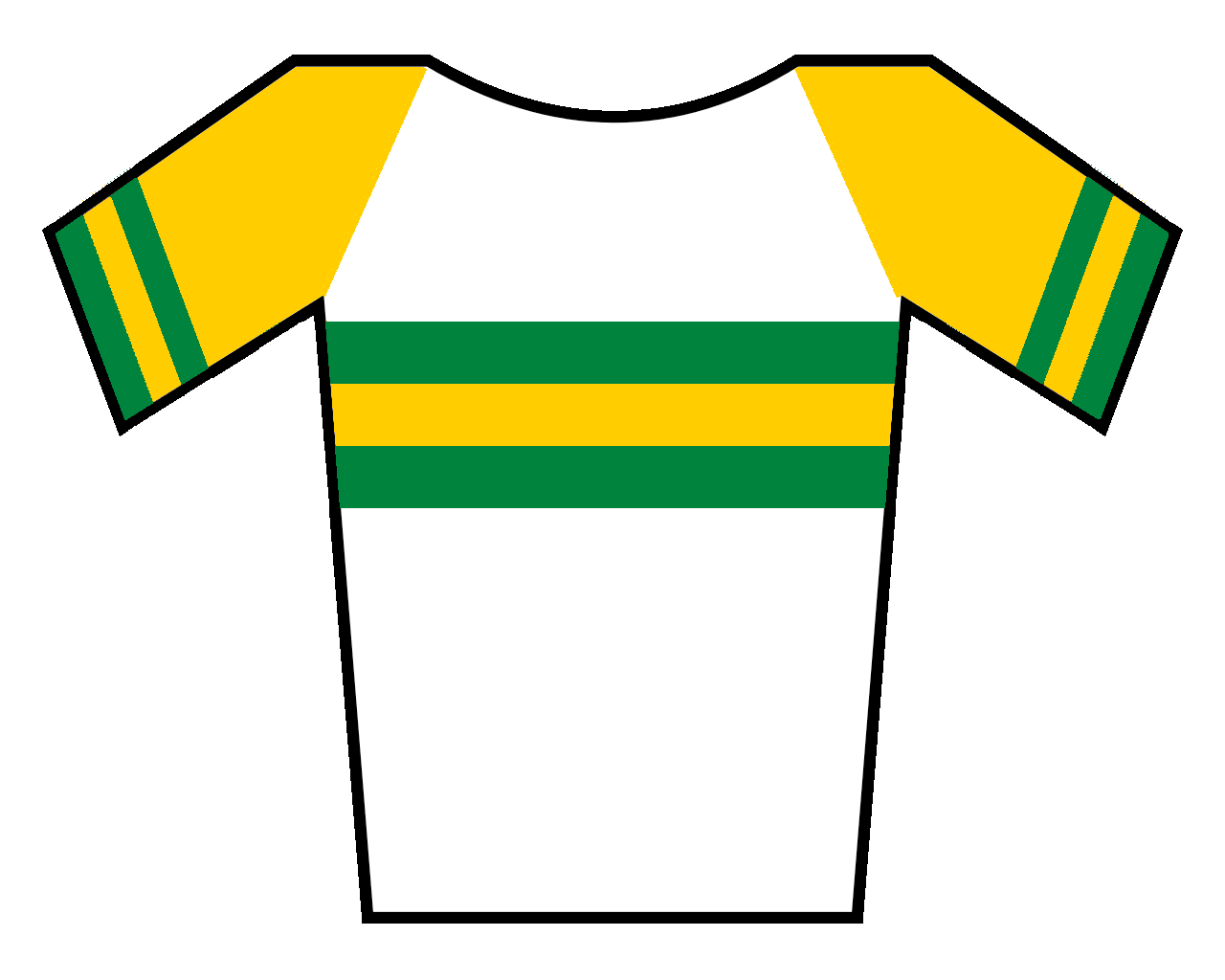
De Australische kampioenentrui

De Australische kampioenschappen baanwielrennen zijn een event gehouden in het Baanwielrennen. Ze worden elk jaar gehouden om de kampioenen in de verschillende disciplines van het baanwielrennen aan te duiden.

## Mannen
| 1 mijl        |                        |                        |                             |
| 1967          | Graeme Gilmore         | Keith Oliver, Jr.      | Kerry Hoole                 |
| Achtervolging |                        |                        |                             |
| 1958          | Russell Mockridge      | Peter Panton           | Barry Waddell               |
| 1966          | Kerry Hoole            | Ian Campbell           | Glen Birmingham             |
| 1967          | Barry Waddell          | Graeme Gilmore         |                             |
|               |                        |                        |                             |
| 1998          | Michael Rogers         | Timothy Lyons          | Brett Lancaster             |
|               |                        |                        |                             |
| 2003          | Mark Jamieson          | Robert Wilson          | Marc Ryan                   |
| 2004          | Chris Pascoe           | Richard England        | Bradley Norton              |
| 2005          | Mark Jamieson          | Stephen Wooldridge     | David Pell                  |
| 2006          | Mark Jamieson          | Peter Dawson           | Richard England             |
| 2007          | Phillip Thuaux         | Zakkari Dempster       | Cameron Meyer               |
| 2008          | Mark Jamieson          | Leigh Howard           | Zakkari Dempster            |
| 2009          | Jack Bobridge          | Cameron Meyer          | Leigh Howard                |
| 2010          | Jack Bobridge          | Rohan Dennis           | Travis Meyer                |
| 2011          | Jack Bobridge          | Rohan Dennis           | Michael Hepburn             |
| 2012          | Michael Hepburn        | Rohan Dennis           | Mitchell Mulhern            |
| 2013          | Michael Hepburn        | Alex Morgan            | Alex Edmondson              |
| 1KM           |                        |                        |                             |
| 2006          | Ben Kersten            | Joel Leonard           | Adrian Sansonetti           |
| 2007          | Ben Kersten            | Joel Leonard           | Scott Sunderland            |
| 2008          | Joel Leonard           | Jackson-Leigh Rathbone | Steven Sansonetti           |
| 2009          | Shane Perkins          | Joel Leonard           | Scott Sunderland            |
| 2010          | Joel Leonard           | James Glasspool        | Scott Law                   |
| 2011          | Jackson-Leigh Rathbone | Scott Law              | James Glasspool             |
| 2012          | James Glasspool        | Scott Law              | Jackson-Leigh Rathbone      |
| 2013          | Glenn O'Shea           | Luke Davison           | Tirian McManus              |
| Sprint        |                        |                        |                             |
| 1909          | Alfred Goullet         |                        |                             |
| 1913          | Alfred Goullet         |                        |                             |
| 1963          | Sid Patterson          | Graeme Gilmore         |                             |
| 1966          | Jim Cross              | Graeme Gilmore         |                             |
| 1975          | John Nicholson         |                        |                             |
| 1976          | John Nicholson         |                        |                             |
|               |                        |                        |                             |
| 1995          |                        | Sean Eadie             |                             |
| 1996          |                        |                        | Sean Eadie                  |
| 1997          |                        | Sean Eadie             |                             |
| 1998          |                        |                        |                             |
| 1999          |                        |                        | Sean Eadie                  |
| 2000          | Sean Eadie             |                        |                             |
| 2001          |                        |                        | Sean Eadie                  |
| 2002          | Sean Eadie             |                        |                             |
| 2003          |                        |                        |                             |
| 2004          | Sean Eadie             | Ben Kersten            | Damien Keirl                |
| 2005          | Jobie Dajka            | Shane Kelly            | Sean Dwight                 |
| 2006          | Ben Kersten            | Ryan Bayley            | Kial Stewart                |
| 2007          | Ryan Bayley            | Mark French            | Shane Perkins               |
| 2008          | Mark French            | Ryan Bayley            | Shane Perkins               |
| 2009          | Shane Perkins          | Daniel Ellis           | Alex Bird                   |
| 2010          | Daniel Ellis           | Scott Sunderland       | Alex Bird                   |
| 2011          | Shane Perkins          | Scott Sunderland       | Matthew Glaetzer            |
| 2012          | Alex Bird              | Shane Perkins          | Matthew Glaetzer            |
| 2013          | Mitchell Bullen        | Matthew Glaetzer       | Peter Lewis                 |
| Keirin        |                        |                        |                             |
| 1999          |                        |                        | Sean Eadie                  |
| 2001          |                        | Sean Eadie             |                             |
| 2002          |                        | Sean Eadie             |                             |
| 2006          | Ben Kersten            | Shane Perkins          | Ryan Bayley                 |
| 2007          | Joel Leonard           | Shane Perkins          | Daniel Ellis                |
| 2008          | Mark French            | Shane John Kelly       | Daniel Ellis                |
| 2009          | Shane Perkins          | Scott Sunderland       | Joel Leonard                |
| 2010          | Scott Sunderland       | Daniel Ellis           | Andrew Taylor               |
| 2011          | Shane Perkins          | Jason Niblett          | Andrew Taylor               |
| 2012          | Matthew Glaetzer       | Andrew Taylor          | Mitchell Bullen             |
| 2013          | Andrew Taylor          | Scott Sunderland       | Jacob Schmid                |
| Puntenkoers   |                        |                        |                             |
| 2006          | Miles Olman            | Richard England        | Sean Finning                |
| 2007          | Jackson-Leigh Rathbone | Cameron Meyer          | Zakkari Dempster            |
| 2008          | Sean Finning           | Mark Jamieson          | Glenn O'Shea                |
| 2009          | Glenn O'Shea           | Jack Bobridge          | Michael Freiberg            |
| 2010          | Jack Bobridge          | Luke Durbridge         | Mitchell Mulhern            |
| 2011          | Luke Durbridge         | Glenn O'Shea           | Michael Hepburn             |
| 2012          | Jack Bobridge          | Jackson Law            | Jackson-Leigh Rathbone      |
| 2013          | Alex Edmondson         | Peter Loft             | Caleb Ewan                  |
| Scratch       |                        |                        |                             |
| 1963          | Sid Patterson          | Graeme Gilmore         |                             |
| 2006          | Grant Irwyn            | Michael Ford           | Nathan Clarke               |
| 2007          | Zakkari Dempster       | James Carney           | Cameron Meyer               |
| 2008          | Leigh Howard           | Jackson-Leigh Rathbone | Travis Meyer                |
| 2009          | Glenn O'Shea           | Jack Bobridge          | =Richard Lang =Leigh Howard |
| 2010          | Scott Law              | Michael Freiberg       | Peter Loft                  |
| 2011          | Scott Law              | Stephen Hall           | Glenn O'Shea                |
| 2012          | Jack Bobridge          | Sean Finning           | Edward Bissaker             |
| 2013          | Luke Davison           | Caleb Ewan             | Stephen Hall                |

Dit artikel of een eerdere versie ervan is een (gedeeltelijke) vertaling van het artikel Australian National Road Race Championships op de Engelstalige Wikipedia, dat onder de licentie Creative Commons Naamsvermelding/Gelijk delen valt. Zie de bewerkingsgeschiedenis aldaar.